# Bob Larsen

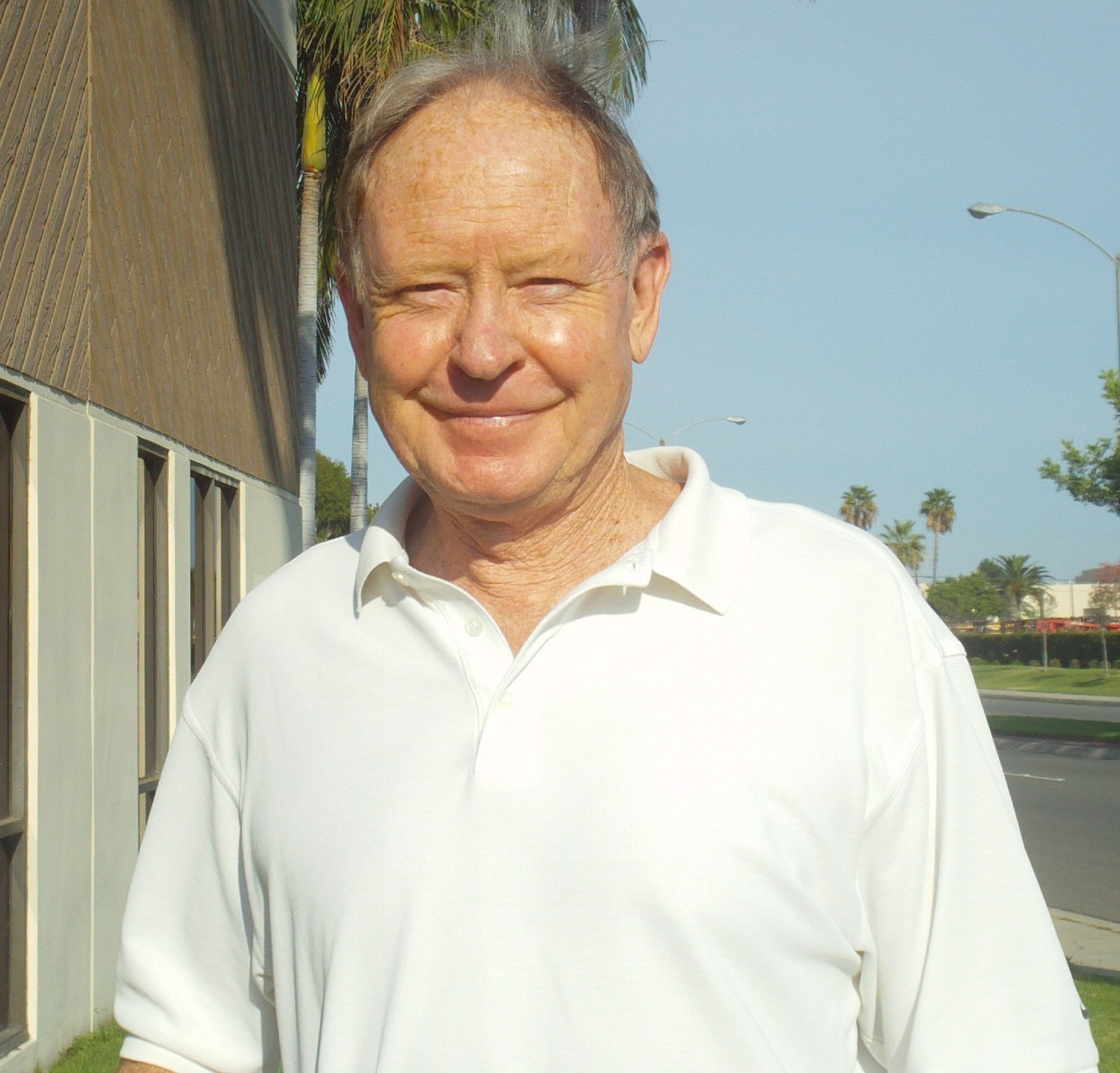
Bob Larsen

Bob Larsen (* 23. Januar 1939 in San Diego, Kalifornien) ist ein amerikanischer Langstreckenlauftrainer.

## Leben
Nach dem Highschool-Abschluss studierte Larsen Leibesübungen an der San Diego State University (Bachelor 1961). Als Aktiver war er häufig verletzt, sodass er seine Erwartungen nicht erfüllen konnte. Nach dem Examen reiste er per Anhalter durch Europa, um bei den verschiedenen Trainern zu hospitieren.  Zurück in Kalifornien begann er als Trainer der Monte Vista High School, mit der er drei Jahre als Mannschaft ungeschlagen blieb und viermal die Liga gewann. Damit stieg er auf und wurde Trainer des Grossmont Community College in El Cajon. In seinen 12 Jahren gewannen seine Mannschaften neun Ligameisterschaften und stellten 11 amerikanische Junior College Rekorde auf. Er stellte zusätzlich eine Clubmannschaft auf, die Jamul Toads, mit der er 1976 die Amateur Athletic Union (AAU) Cross Country gewann. Dies war sein Einstieg, um 1979 Trainerassistent der UCLA zu werden. Er war überaus erfolgreich mit den Langstrecklern, sodass er 1984, als sein Chef Jim Bush in den Ruhestand ging, dessen Nachfolger werden konnte. In seinen 20 Jahren an der UCLA gewannen 13 seiner Sportler 25 nationale Meisterschaften. Er konnte mit seiner Mannschaft gegen schwere Gegner in den Vergleichskämpfen 118-3-1 Siege erzielen und wurde neunmal PAC-10 Coach of the Year. Er war Langstreckentrainer der amerikanischen Olympiamannschaft 2004. Der von ihm trainierte Meb Keflezighi gewann die Silbermedaille im Marathonlauf und 2009 gewann er den New York City Marathon. Dreimal wurde er NCAA Track and field coach of the year (1987, 1988, 1995) und einmal für Cross Country (1980). Über Larsen gibt es den Dokumentarfilm (2014) City Slickers Can’t Stay with Me: The Bob Larsen Story. Nach seinem Ruhestand an der UCLA gründete mit anderen das kalifornische Höhentrainingslager am Lake Mammoth, den Mammoth Track Club (in 2400 m Höhe). Hier trainiert er bis heute die amerikanische Elite der Langstreckler.